# Tanna-Tunnel
Der Tanna-Tunnel (jap. 丹那トンネル; Tanna tonneru) ist ein Eisenbahntunnel auf der japanischen Insel Honshū. Er liegt in der Präfektur Shizuoka an der von JR Central betriebenen Tōkaidō-Hauptlinie, einer der wichtigsten Bahnstrecken des Landes. Der zweigleisige Tunnel ist 7,804 km lang und verbindet Atami mit Kannami. Dabei führt er am nördlichen Rand der Izu-Halbinsel durch tektonisch instabile Ausläufer des Vulkans Taga mit mehreren Verwerfungen. Nach 16 Jahren Bauzeit wurde er am 1. Dezember 1934 eröffnet.
Parallel dazu verläuft der 1964 eröffnete Shin-Tanna-Tunnel der Schnellfahrstrecke Tōkaidō-Shinkansen.

## Geschichte
Die ursprüngliche Streckenführung der 1889 fertiggestellten Tōkaidō-Hauptlinie umging das Hakone-Vulkanmassiv an dessen Nordseite. Von Kōzu aus führte sie zunächst nordwestwärts über Matsuda nach Gotemba und anschließend südwärts nach Numazu. Sie entspricht der heutigen Gotemba-Linie und erwies sich zunehmend als Flaschenhals für den Verkehr zwischen den Metropolen Tokio und Osaka. Der Scheitelpunkt liegt auf 455 m T.P. und die Strecke war häufig wegen Erdrutschen unterbrochen. Wegen der bis zu 25 ‰ steilen Steigungsabschnitte mussten zusätzliche Schiebelokomotiven eingesetzt werden. Ab 1912 waren Mallet-Lokomotiven im Einsatz, die aber die Transportleistung nur geringfügig erhöhen konnten.

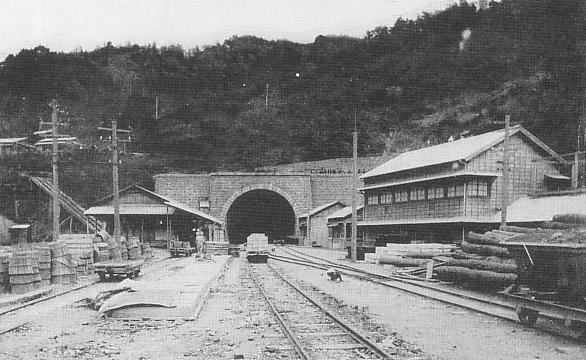
Bauarbeiten (ca. 1930)

Aus diesen Gründen beschloss das Eisenbahnministerium den Bau einer bedeutend flacheren Neubaustrecke von Kōzu über Atami und Mishima nach Numazu. Ihr Herzstück ist der Tanna-Tunnel zwischen Atami und Kannami, benannt nach der Tanna-Verwerfung am Nordrand der Izu-Halbinsel. Der Tunnel musste durch tektonisch instabile Ausläufer des Vulkans Taga getrieben werden, die hauptsächlich aus Andesit und Basalt bestehen und von dünnen Sedimentschichten durchzogen sind. Hinzu kommen lockere Schichten aus vulkanischer Asche, vollgesogen mit Grundwasser. Der Baukonzern Kajima rechnete mit einer Bauzeit von sieben Jahren, die Regierung versprach sich von diesem Projekt die Ankurbelung der Konjunktur angesichts einer drohenden Nachkriegsrezession.
Der Spatenstich erfolgte am 21. März 1918 in Atami, wenig später wurde auch von Kannami aus gebohrt. Von Anfang an mussten sich Ingenieure und Arbeiter mit zahlreichen unvorhergesehenen Problemen auseinandersetzen. Dazu gehörten regelmäßige Erdbeben, weiche Felsformationen, Heißwasserquellen und insbesondere große Mengen an einsickerndem Wasser. Am 1. April 1920 stürzte ein 270 m langer Tunnelabschnitt ein und schloss 42 Arbeiter ein. 17 von ihnen konnten nach einer Woche durch das Bohren eines Rettungsstollens gerettet werden. Starke Schäden verursachte das Große Kantō-Erdbeben am 1. September 1923. Zu einem weiteren Einsturz kam es am 26. November 1930 infolge des Nord-Izu-Erdbebens, wobei fünf Arbeiter starben. Der östlich der betroffenen Verwerfung liegende Teil des Tunnels verschob sich um zwei Meter nach Norden. Aus diesem Grund ist der Tanna-Tunnel leicht gebogen anstatt wie geplant geradlinig.
Die Fertigstellung des Tunnels verzögerte sich um über neun Jahre und die Kosten betrugen mehr als das Zweieinhalbfache der ursprünglichen Schätzungen. Insgesamt verloren 67 Personen beim Tunnelbau ihr Leben. Robert Ridgway, der Chefingenieur der New York City Subway, besuchte die Baustelle im Jahr 1930 und meinte, dass nirgends auf der Welt ein schwieriger zu bauender Tunnel existiere und der Mut der japanischen Arbeiter bewundernswert sei. Er kritisierte, die meisten Probleme seien darauf zurückzuführen, dass die Ingenieure es versäumt hätten, geologische Untersuchungen durchzuführen. Der Durchschlag gelang am 19. Juni 1933, wobei Eisenbahnminister Mitsuchi Chūzō die letzte Sprengladung auslöste. Am 10. März 1934 vermeldete das Ministerium den Abschluss der Tunnelarbeiten, woraufhin die Gleise verlegt und die Fahrleitung gespannt wurden. Der erste Zug passierte den Tunnel am 1. Dezember 1934.
Die Neubaustrecke war von Anfang an elektrifiziert. Für den Betrieb war zunächst das Eisenbahnministerium zuständig, ab 1949 die Japanische Staatsbahn. 1964 wurde der Shin-Tanna-Tunnel eröffnet, der etwa 50 Meter nördlich davon parallel verläuft und in dem die Gleise der Schnellfahrstrecke Tōkaidō-Shinkansen verlegt sind. Seit der Staatsbahnprivatisierung im Jahr 1987 führt JR East den Personen- und JR Freight den Güterverkehr durch.